# Wes Anderson
Wes Anderson (født 1. maj 1969) er en amerikansk filminstruktør og manuskriptforfatter, der debuterede med filmen Bottle Rocket, men fik sit helt store gennembrud med filmen The Royal Tenenbaums , for hvilken han og skuespilleren Owen Wilson (som han mødte, da han studerede filosofi ved University of Texas at Austin), var Oscar-nomineret for bedste screenplay. Han er også ven med filmskaberen Noah Baumbach og Sofia Coppola.

## Filmografi
- Bottle Rocket (kortfilm, 1993)
- Bottle Rocket (1996)
- Rushmore (1998)
- The Royal Tenenbaums (2001)
- The Life Aquatic with Steve Zissou (2004)
- Hotel Chevalier (kortfilm, 2007)
- The Darjeeling Limited (2007)
- Fantastic Mr. Fox (2009)
- Moonrise Kingdom (2012)
- The Grand Budapest Hotel (2014)
- Isle of Dogs (2018)
- The French Dispatch (2021)
- Asteroid City (2023)
- The Wonderful Story of Henry Sugar and Three More (2024, Netflix)
- The Phoenician Scheme (2025)